# Weleda (przedsiębiorstwo)
Weleda – szwajcarskie przedsiębiorstwo założone w 1921 roku, produkujące leki i kosmetyki. Produkty przedsiębiorstwa są sprzedawane w około 30 krajach, także w Polsce. Leki wytwarzane są zgodnie z zasadami antropozofii Rudolfa Steinera.

## Historia

### Weleda w latach 1933–1945[1]
Podczas dyktatury nazistowskiej Weleda wielokrotnie była na skraju zakazu produkcji. Związane to było z zakazem działalności Towarzystwa Antropozoficznego w Niemczech, który wyszedł 1 listopada 1935 roku. Niemiecki oddział mógł kontynuować produkcję wyłącznie dlatego, że była to firma szwajcarska. Szwajcaria zajęła neutralne stanowisko wobec nazistowskich Niemiec.
Historyk Uwe Werner (W swojej książce Weleda od 1921 do 1945) opisuje założenie firmy oraz jej wizję społeczną, ekologiczną i ekonomiczną. Werner opisuje okres 1933-1945 roku jako czas „przetrwania w nieludzkim środowisku”. Historyk twierdzi, że chociaż firma nie angażowała się w czynny opór, można było mówić o biernym oporze. Według jego badań Weleda nie brała udziału w polityce nazistowskiej dyktatury.
W 1943 roku Weleda dostarczyła niemieckim siłom zbrojnym 20 kilogramów kremu przeciwmrozowego. Przesyłka trafiła na prywatny adres Sigmunda Raschera w Monachium – lekarza sztabowego niemieckiego lotnictwa. Przeprowadzał on tajne eksperymenty związane z hipotermią na więźniach obozu koncentracyjnego Dachau dla SS. Weleda głosi, że nie miała pojęcia, jak krem zostanie wykorzystany. To jak został wykorzystany krem, wyszło na jaw dopiero pod koniec lat 90. Firma wystosowała pisemne przeprosiny dla organizacji non-profit, Children of the Holocaust Campaign (niem. Aktion Kinder des Holocaust). Firma przekazała swoje archiwa do analizy naukowej, której podjął się Wydział Historii Uniwersytetu w Bazylei. Historycy po przeprowadzeniu badań doszli do wniosku, że Weleda nie miała wiedzy na temat tajnych eksperymentów z kremem przeciwmrozowym.